# 路上喫煙禁止条例

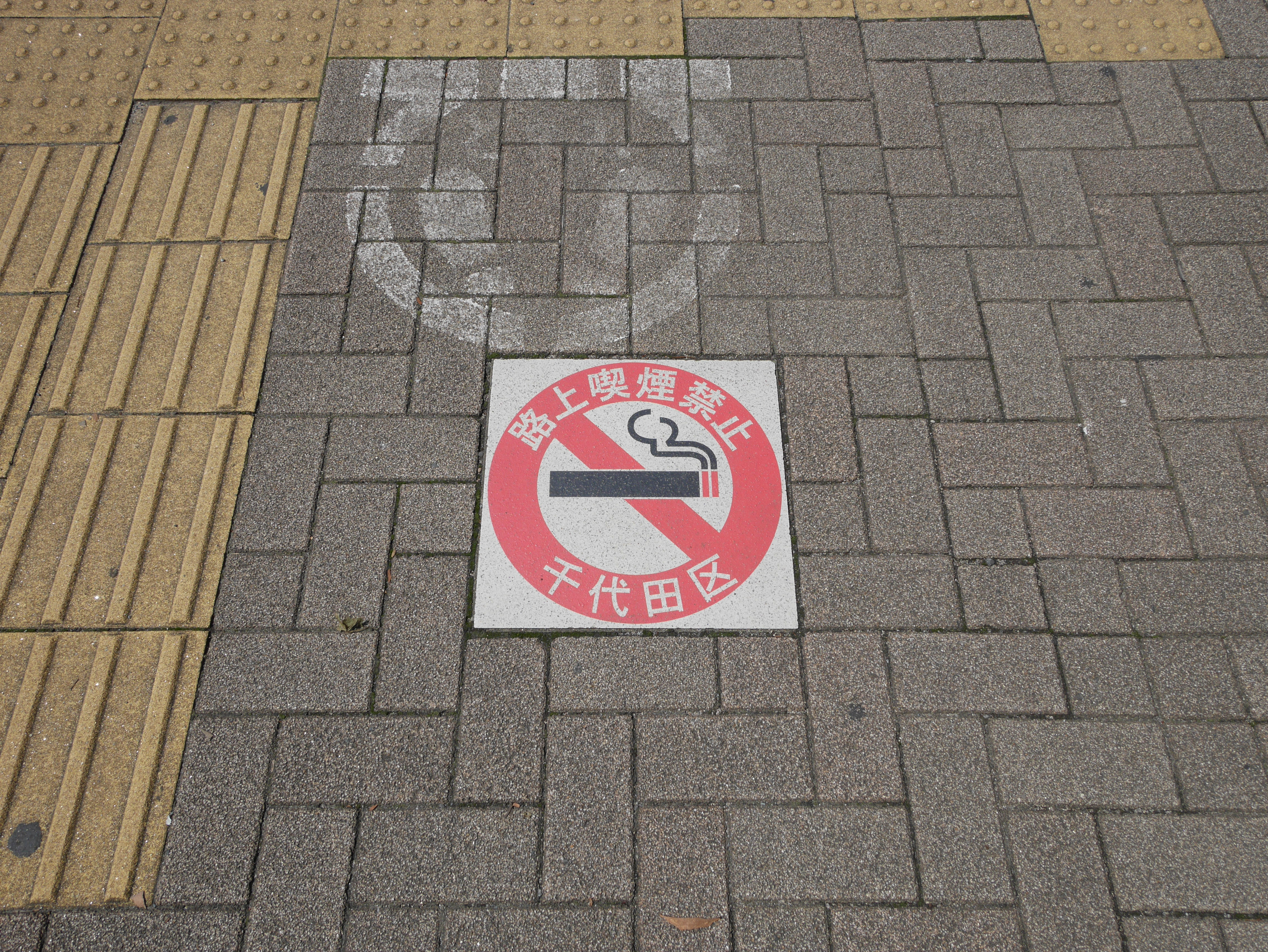
千代田区の道路に描かれた路上喫煙禁止のマーク

路上喫煙禁止条例（ろじょうきつえんきんしじょうれい）とは、路上でのタバコの喫煙行為をなくすことを主な目的とした日本の条例の総称である。

## 概要

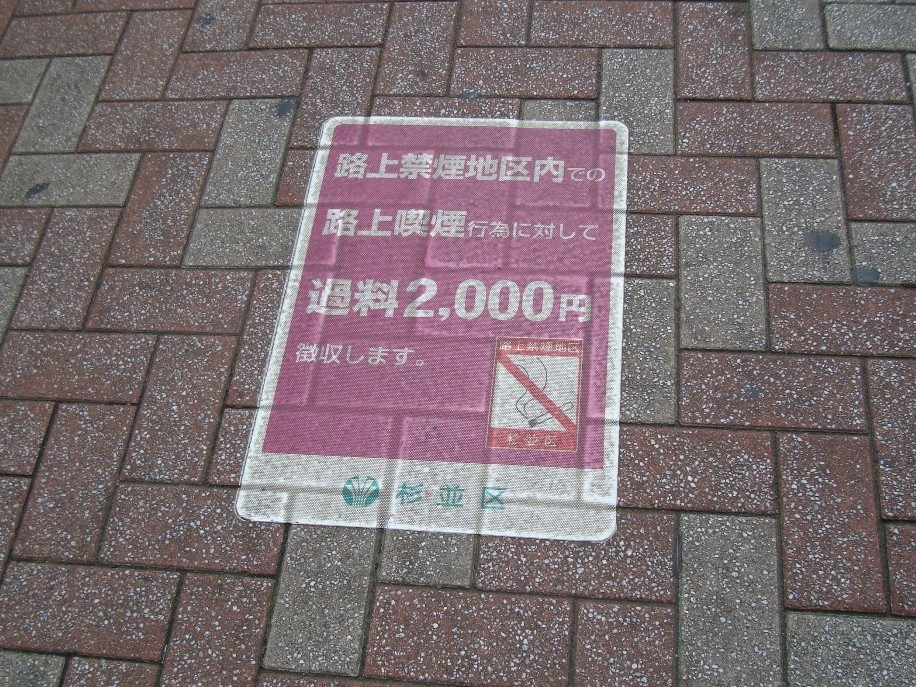
歩道上に設置された、路上喫煙に対する2000円の過料を知らせる標識 （東京都杉並区）

路上喫煙禁止条例は、「路上での喫煙を規制」する条文、または「歩行中の喫煙を規制」する条文が含まれた条例の総称である。事例によって「環境条例」や「歩行喫煙禁止条例」など様々な名称の条例が含まれる。
東京都千代田区が、ポイ捨てに対する罰則規定を設けた『安全で快適な千代田区の生活環境の整備に関する条例』を2002年（平成14年）に制定し、かつ当該行為の取締を実施した。強制力のない努力義務としての条例はそれまでにもあったが、『成人の良心やモラルを信頼』する前提の条例でしかないため、それにも限度が出てきた。
千代田区の条例制定を皮切りに、他の自治体でも類似の条例を制定するもしくは条例内に罰金や過料がない、禁止または努力義務を組み込んだ条例を制定する動きが広まった。千代田区の場合は過料として2,000円（条例による上限は2万円）を徴収している。吸いがらや空き缶の散乱を防止する環境条例と関連づけて制定される自治体も多い。
しかし、「安全で快適な千代田区の生活環境の整備に関する条例」にて過料処分を導入した千代田区は、過料徴収はあくまでモラル向上の「手段」であり、これを罰則などいらない「マナー」への回帰を目指す、としている。

### 条例制定の背景及び趣旨
路上での喫煙行為は、医学系諸学会・公衆衛生団体などが警告している受動喫煙による健康被害への意識の高まりや、煙草の火による火傷や服の焼け焦げ、火災の誘発、吸殻のポイ捨てなどを引き起こすなど危険を伴う行為であるという声が高まり、煙草と喫煙者への批判が高まるようになった。なお、1994年1月9日には、JR東日本船橋駅構内で、歩行喫煙していた男性のたばこの火が幼女の瞼に当たり、救急搬送されるという事件が発生した。過失傷害罪が成立する可能性があるが、当該行為者を特定できず、検挙に至らなかった。これらの路上喫煙による被害を未然に防止し、地域住民等の生活安全を確保することを主たる目的として、各自治体で制定が行われている。
なお、条例とは別に、日本国には法律として廃棄物の処理及び清掃に関する法律及び軽犯罪法があるが、廃棄物の処理及び清掃に関する法律の25条1項14号での同法16条違反及び軽犯罪法1条27号の刑事罰での処罰の規定により、タバコの吸殻のポイ捨ては（一般的なゴミのポイ捨て等と同様に）、日本全国において処罰されうるものとなっている。
なお、路上喫煙禁止の理由の一つに受動喫煙の防止があるが、路上喫煙を禁止する条例の他に、別途店舗や公共の場所、事業所や家庭などで広く受動喫煙被害を防止するために労働安全衛生法その他法令、あるいは受動喫煙防止条例により取り締まりがなされる場合がある。

### 医学会の要望
- 日本気管支学会（現・日本呼吸器内視鏡学会）

2002年の第25回日本気管支学会総会の「禁煙活動宣言」で、行政に対して「公道での喫煙を全面的に禁止するように要望する」としている。
- 日本小児科学会、日本小児保健協会、日本小児科医会

2005年12月6日に採択した「子どものための無煙社会推進宣言」の中で、「路上禁煙地域の拡大を推進する」「少なくとも通学路は全て禁煙とし、通学路標識に付随して『歩行中禁煙』の表示を行う。また、保護者を含んだ全ての喫煙者に対して、『子どもは歩く禁煙マーク』であることの認識を持たせ、子どものそばでの喫煙が許されない行為であるという自覚を促す」としている。

### 日本たばこ産業によるアプローチ
路上喫煙禁止条例に2007年3月22日に日本たばこ産業が、京都市の路上喫煙禁止条例について京都市長に文書を提出している。従来の受動喫煙の有害性に関する研究は屋内・屋外を問わなかったが、屋外に限定した研究がないという理由から、同文書で日本たばこ産業は、条例の目的「路上喫煙等による（中略）健康への被害の防止」に疑問を呈し、喫煙者への配慮を要望している。
千代田区と日本たばこ産業が共同で「スモーカーズスタイル秋葉原」を2006年（平成18年）10月16日に、つくばエクスプレスとJR東日本の秋葉原駅中央改札口横にオープンした。有料トイレと併設で無料の喫煙所を配置しており、条例および環境美化への配慮と同区民を含めた、駅および周辺の喫煙者からの要望があったとして、2006年3月に閉店した日本通運本社ビルの「スモーカーズスタイル秋葉原店」を場所を変更し再開した形となる。この他にも中野区で行われている中野灰皿オーナー事業にて、区より要請を受けたため灰皿の提供を行っている。また札幌市の大通公園に日本たばこ産業から喫煙所の寄付が行われた。

## 主な条例
分煙を推奨する中野区では区役所から民間委託で灰皿の設置に進んで取り組んでいる。反対に千代田区では開始当初は灰皿を設置せず、喫煙を禁止していた。地方自治体ごとの考え方や取り組み方によって条例もそれぞれ異なっている。下記はその一部。

### 罰金刑を明記している条例
| 地方自治体   | 条例名                                           | 内容 |
| ------------ | ------------------------------------------------ | --- |
| 東京都目黒区 | 目黒区ポイ捨てなどのないまちをみんなでつくる条例 | 路上喫煙禁止区域内では公設の指定喫煙場所以外での喫煙を禁止。吸い殻、空き缶等の散乱又は犬のふんの放置に関する規定の違反者には是正勧告の後、行政命令発布を経て3万円以下の罰金刑に処す。 |

### 過料徴収を明記している条例
過料徴収を明記している条例では、路上禁煙地区内で喫煙した者、もしくは職員からの是正命令に従わなかった者が徴収対象者とされている。その場で職員に過料を納付するか、現金の持ち合わせがない場合等は銀行振込等による後納によることが多い。もっとも、後納を選択しておきながら期限までに納付しない者もおり、例えば千代田区では後納選択者のうち8割が期限までに支払わないという問題も起こっている。
過料を科す場合には、相手方に対して告知や弁明の機会を与える必要があるが、指定した期間までに納付されない場合、地方税の滞納処分と同じように、強制徴収を行うことができる。 地方自治法に定める過料は行政庁による過料と手続が異なり、非訟事件手続法、裁判所によらず、地方自治法に則り手続が行われる。
しかし、路上喫煙禁止を謳っていても、喫煙には紙巻きたばこ以外にも、パイプや煙管の喫煙具を使った喫煙方法、噛みタバコや嗅ぎタバコなど、様々な喫煙方法がある。もっとも、過料の徴収を一番初めに実施した千代田区では、紙巻きたばこでの吸殻や空き缶や空き瓶や捨て看板のポイ捨て等で、区内の路上が汚くなった経緯で「千代田区生活環境条例」を導入した経緯があり、紙巻きたばこ以外の喫煙具を使った喫煙は、千代田区の条例を模倣した各地方公共団体では、紙巻きたばこ以外での喫煙の取締り、過料の徴収は不明である。
| 地方自治体     | 条例名等                                                   | 内容 |
| -------------- | ---------------------------------------------------------- | --- |
| 東京都千代田区 | 安全で快適な千代田区の生活環境の整備に関する条例           | 日本初の路上での喫煙に対して過料を適用した条例。過料2,000円を当面の間徴収し、定期的な巡回を行っている。 指定区域内の公道上での路上喫煙を禁止した。平成22年度（2010年度）からはそれまで適用除外地域だった永田町・霞が関・内幸町も適用となり、千代田区千代田を除き、区内全域で公道上の路上喫煙を禁止する。ただし公園・車内・私有地等は適用しない例外規定がある。 施行当初は灰皿等の設置も行っていなかった。 |
| 東京都品川区   | 歩行喫煙および吸い殻・空き缶等の投げ捨ての防止に関する条例 | 違反者に対して1万円以下の過料（1,000円） |
| 東京都大田区   | 清潔で美しい大田区をつくる条例                             | 違反者に対して1万円以下の過料（1,000円。過料徴収が目的でないため、当面の間保留されている） |
| 東京都杉並区   | 杉並区生活安全及び環境美化に関する条例                     | 区長が特別に定めた路上禁煙地区内で路上喫煙に対して2万円以下の過料（実際の運用では2,000円に設定されている）。 |
| 東京都板橋区   | エコポリス板橋クリーン条例                                 | 違反者に対して1万円以下の過料（ただし当面の間保留されている） |
| 東京都練馬区   | 練馬区歩行喫煙等の防止に関する条例                         | 2010年4月1日施行、禁止地区及びたばこのポイ捨てをした者に、20,000円以下の過料。 |
| 東京都足立区   | 足立区歩行喫煙防止及びまちをきれいにする条例               | 北千住駅周辺と綾瀬駅周辺の公道上を禁煙特定区域に定める。 禁煙特定区域内では指定喫煙場所のみ喫煙可能。 禁煙特定区域内（喫煙所以外）で喫煙をした場合、2万円以下の過料（当面千円）。 |
| 東京都北区     | 東京都北区路上喫煙の防止等に関する条例                     | 区内全域の道路等の公共の場所（屋外）では、歩行喫煙（自転車等の乗車中を含む）を禁止する。 路上喫煙禁止地区（JR田端・王子・赤羽駅周辺）では、指定喫煙場所以外での喫煙を禁止する。 路上喫煙禁止重点地区が指定された場合には、指定喫煙場所以外で喫煙をした者に、2千円以下の過料を科すことができる。 |
| 東京都渋谷区   | 渋谷区分煙ルール                                           | 渋谷駅・原宿駅・恵比寿駅から、半径300メートル以内を「分煙ルール重点地区」に指定し、喫煙所や灰皿のある場所以外での喫煙を禁止。 2019年4月から条例施行、同年7月から過料徴収。 |
| 府中市         | 環境美化推進地区と喫煙禁止路線の制定                       | 市は、環境美化推進地区で、喫煙を特に禁止する必要があると認める道路を喫煙禁止路線として指定。 禁止行為および喫煙禁止路線で喫煙を行った者に対し指導・勧告を行うことができる。 これに従わない場合は、5万円以下の過料を科す。 |
| 八王子市       | 路上喫煙の防止に関する条例                                 | 禁止地区（八王子駅・南大沢駅・西八王子駅・高尾駅周辺）での喫煙者で指導に従わない場合、過料（2万円以下）が定められている。禁止区域内に喫煙可能なエリアを用意している。 |
| 横浜市         | 横浜市空き缶等及び吸い殻等の散乱の防止等に関する条例       | 喫煙禁止地区での路上喫煙に2,000円以下の過料。全市内でたばこ等のポイ捨てをした者に、20,000円以下の罰金。 |
| 川崎市         | 川崎市路上喫煙の防止に関する条例                           | 重点区域での喫煙に対して2万円以下の過料（2,000円）。 |
| 相模原市       | 相模原市路上喫煙の防止に関する条例                         | 重点禁止地区での喫煙に対して中止命令に従わなかった場合、違反者に2,000円の過料。 |
| 平塚市         | 平塚市さわやかで清潔なまちづくり条例                       | 過料（2万円以下）が定められている。 |
| さいたま市     | さいたま市路上喫煙及び空き缶等のポイ捨ての防止に関する条例 | 禁止区域（浦和駅、大宮駅、武蔵浦和駅、南浦和駅、北浦和駅、宮原駅、東大宮駅周辺）での喫煙に対して2,000円の過料。2007年4月1日施行。 |
| 川越市         | 川越市路上喫煙の防止に関する条例                           | 禁止区域（川越駅、本川越駅、クレアモール等の周辺）での喫煙に対して1万円以下の過料。2007年4月1日施行。 |
| 和光市         | 和光市路上喫煙の防止に関する条例                           | 路上喫煙禁止区域での規定に違反した者が、指導・是正勧告に従わない場合に1万円以下の過料。 |
| 千葉市         | 千葉市路上喫煙等及び空き缶等の散乱の防止に関する条例 (PDF) | 禁止区域での喫煙に対して2,000円の過料。2004年6月1日施行。 |
| 市川市         | 市川市市民等の健康と安全で清潔な生活環境の保持に関する条例 | 禁止区域での喫煙に対して2,000円の過料。2004年4月1日施行 |
| 松戸市         | 松戸市安全で快適なまちづくり条例                           | 2005年4月1日の改訂により、ポイ捨て・指定場所以外の喫煙に対して1万円以下の過料徴収。2004年4月1日施行。 |
| 佐倉市         | 佐倉市快適な生活環境に支障となる迷惑行為の防止に関する条例 | 禁止区域での喫煙に対して5万円以下の過料。2003年10月1日施行。 |
| 船橋市         | 船橋市路上喫煙及びポイ捨て防止条例                         | 禁止区域での喫煙に対して2,000円の過料。2004年10月1日施行。 |
| 柏市           | 柏市ぽい捨て等防止条例                                     | 禁煙等強化区域（柏駅周辺）内の公共の場所でのぽい捨てまたは喫煙を行った者に対して2,000円の過料。2005年4月1日施行（過料徴収は同年10月1日から）。 |
| 我孫子市       | 我孫子市さわやかな環境づくり条例                           | 禁煙重点地区においての喫煙に対して2万円以下（当面2,000円）の過料。2005年4月1日施行。 |
| 印西市         | 印西市歩行喫煙、ポイ捨て等防止条例                         | 千葉ニュータウン中央駅周辺を重点区域に定め、違反者に対して、命令に従わない場合、過料2,000円を徴収。重点区域での過料徴収は2008年4月1日より実施。2008年1月15日施行。 |
| 宇都宮市       | 路上喫煙等による被害の防止に関する条例                     | 重点区域での喫煙に対して2,000円の過料。 |
| 守谷市         | 守谷市ポイ捨て等防止に関する条例                           | 強化区域2008年5月30日より強化区域で喫煙した場合、20,000円以下（当面は2,000円）の過料。その他市内全域が喫煙禁止区域であり、違反者は勧告。 |
| 静岡市         | 静岡市路上喫煙による被害等の防止に関する条例               | 重点区域で喫煙しないよう指導を行い、従わない場合は5万円以下の過料を徴収する。 |
| 名古屋市       | 安心・安全で快適なまちづくりなごや条例                     | 重点区域での喫煙に対して2万円以下の過料（2,000円）を即時徴収する。 |
| 一宮市         | 一宮市路上等での喫煙等の防止に関する条例                   | 重点区域での喫煙に対して2,000円を即時徴収する。 |
| 岐阜市         | 岐阜市まちを美しくする条例                                 | 重点区域での喫煙に対して2,000円を徴収する。 |
| 高山市         | 高山市ポイ捨て等及び路上喫煙禁止条例                       | 重点区域での喫煙に対して1,000円を徴収する。 |
| 京都市         | 京都市路上喫煙禁止条例                                     | 禁止区域での喫煙に対して2,000円以下の過料。2007年6月1日施行、罰金の徴収は2008年2月以降から。 |
| 大阪市         | 路上喫煙の防止に関する条例                                 | 禁止区域での喫煙に対して1,000円の過料。2007年4月1日施行。 |
| 神戸市         | 神戸市ぽい捨て及び路上喫煙の防止に関する条例               | 禁止区域2008年7月より路上喫煙禁止区域で喫煙した場合、1,000円の過料。 |
| 芦屋市         | 芦屋市清潔で安全・快適な生活環境の確保に関する条例         | 禁止区域での喫煙に対して50,000円以下の過料。2007年6月1日施行。 |
| 奈良市         | 奈良市路上喫煙防止に関する条例                             | 三条通り・大宮通り周辺一帯の禁止区域での喫煙に対して、是正指導に従わない場合1,000円の過料。2009年5月18日施行。過料は同年11月1日施行。 |
| 広島市         | 広島市ぽい捨て等の防止に関する条例                         | 同条例は、2003年10月1日から施行し、2004年1月1日から美化推進および喫煙制限区域で罰則を適用し、過料は1,000円徴収。 |
| 福岡市         | 人に優しく安全で快適なまち福岡をつくる条例                 | 天神地区と博多駅周辺を路上禁煙地区に指定。路上禁煙地区での喫煙に対して20,000円以下の過料。2003年8月1日施行、路上禁煙地区は2003年10月1日から適用。 |
| 札幌市         | 札幌市たばこの吸い殻及び空き缶等の散乱の防止等に関する条例 | 禁止区域内の灰皿が設置されていない場所での喫煙は1000円の過料。禁止区域外は努力義務で取り締まりは朝8時から夜7時、開始当初の担当指導員は3名。 |
| 那覇市         | 那覇市路上喫煙防止条例施行規則                             | 喫煙禁止地区での路上喫煙に2,000円以下の過料。 |

### 努力義務または禁止かつ過料罰則のない条例
| 地方自治体       | 条例名等                                                     | 内容 |
| ---------------- | ------------------------------------------------------------ | --- |
| 東京都中央区     | 中央区歩きたばことポイ捨てをなくす条例                       | 区内の公共の場所での歩きたばこ・ポイ捨てを禁止すると共に、駅の出入り口等の混雑する場所または吸殻入れのない場所での喫煙を禁止。 |
| 東京都新宿区     | 新宿区空き缶等の散乱及び路上喫煙による被害の防止に関する条例 | 区内全域での歩きタバコを禁止すると共に美化推進重点区域内でのポイ捨てに2万円以下の罰金に処す。                                  |
| 東京都文京区     | 文京区歩行喫煙等の禁止に関する条例                           | 道路、公園等の公共の場所（屋外）での歩きたばことポイ捨て、および重点地域での指定の喫煙場所以外での路上喫煙は禁止               |
| 東京都世田谷区   | 世田谷区ポイ捨て防止等に関する条例                           | 歩きタバコの自粛と路上喫煙禁止区画を制定。                                                                                     |
| 東京都文京区     | 文京区安全・安心まちづくり条例                               | 歩行喫煙・ポイ捨てNO！喫煙マナーアップキャンペーンを展開し啓蒙を行っている。                                                   |
| 東京都中野区     | 中野区吸い殻、空き缶等の散乱及び歩行喫煙の防止等に関する条例 | 罰則はないが禁止区域を定めている。平行して中野灰皿オーナー事業を行っている                                                     |
| 東京都台東区     | 東京都台東区ポイ捨て行為の防止に関する条例                   | 努力義務表記に併せて啓蒙活動を行っている。                                                                                     |
| 東京都港区       | 港区環境美化の推進及び喫煙による迷惑の防止に関する条例       | 道路、公園、児童遊園、公開空地での喫煙禁止に併せて啓蒙活動を行っている。                                                       |
| 東京都江東区     | 江東区歩行喫煙等の防止に関する条例                           | 区内全域で歩行喫煙を禁止し、喫煙重点区域では指定時間での路上喫煙も禁止している。                                               |
| 東京都立川市     | 立川市安全で快適な生活環境を確保するための喫煙制限条例       | 特定指定区域での喫煙の禁止および市内全域と公共の場所での歩きタバコの禁止または努力義務を明記。                                 |
| 神奈川県鎌倉市   | 鎌倉市みんなでごみの散乱のない美しいまちをつくる条例         | 努力義務および携帯灰皿の使用推奨を明記。                                                                                       |
| 神奈川県横須賀市 | ポイ捨て防止及び環境美化を推進する条例                       | 路上喫煙禁止の努力義務。 |
| 埼玉県熊谷市     | 熊谷市路上等の喫煙及び吸い殻の散乱の防止に関する条例         | 喫煙禁止区域内の路上等では、指定の喫煙所以外での喫煙禁止。個人のマナー意識向上が主目的のため罰則はない。                       |
| 埼玉県所沢市     | 所沢市歩きたばこ等の防止に関する条例                         | 路上喫煙禁止地区での喫煙を禁止。違反者には指導と勧告が行われる。                                                               |
| 香川県高松市     | 高松市環境美化条例                                           | 罰則はないが禁止区域を定めている。                                                                                             |
| 高知県高知市     | 高知市歩きたばこ等の防止に関する条例                         | 指定区域内での灰皿・携帯灰皿等がない場所での喫煙を禁止。違反者には指導と勧告が行われる。                                       |

### 条例ではなくルールとしているもの
| 地方自治体     | ルール                           | 内容 |
| -------------- | -------------------------------- | --- |
| 東京都渋谷区   | 渋谷区分煙ルール                 | 渋谷駅・原宿駅・恵比寿駅から、半径300メートル以内を「分煙ルール重点地区」に指定し、喫煙所や灰皿のある場所以外での喫煙を禁止 |
| 東京都武蔵野市 | ポイ捨て・迷惑喫煙防止の取り組み | 平成16年4月から吉祥寺駅周辺を、翌年7月からは三鷹駅北口と武蔵境駅周辺を路上禁煙地区に指定                                    |

### タバコポイ捨てを規制する条例
| 地方自治体     | ルール                                 | 内容 |
| -------------- | -------------------------------------- | --- |
| 東京都江東区   | 江東区みんなでまちをきれいにする条例   | ポイ捨てを規制する条例で併せて喫煙マナー向上運動を行っている。                                                    |
| 東京都渋谷区   | きれいなまち渋谷をみんなでつくる条例   | ポイ捨て防止と併せてマナーに対しての啓蒙を行っている。                                                            |
| 川崎市         | 川崎市飲料容器等の散乱防止に関する条例 | 川崎市はポイ捨てと路上喫煙を分けて条例制定している。散乱防止重点区域内でのポイ捨ては20,000円以下(2,000円)の過料。 |
| 福島県いわき市 | いわき市ポイ捨て防止による美化推進条例 | ポイ捨てを禁じ、市長の命令に従わないものに1万円以下の過料。                                                       |

## 路上喫煙禁止規定に対する意見
千代田区生活環境条例に関する主な意見（条例骨子発表 - 2005年（平成17年）3月末まで千代田区民合計7,009件）では、賛成意見が76%・反対意見が24%だった。

### 主な賛成意見
1. 成人のモラルやマナーに訴えるのは難しく、限界があると思うので罰則を設けるのは賛成である。
2. 吸い殻のポイ捨てが少なくなった。また、歩行喫煙が減ったことにより空気がきれいになった。
3. 当たり前のことがようやくルールになった。
4. 他の自治体でも、このような条例をつくれば良いと思う。
5. 歩行喫煙は迷惑なので禁止には賛成であるが、喫煙所の設置を行うべきである。

### 主な反対意見
1. 携帯灰皿を持ち、マナーを守って路上で喫煙をしているのに、なぜ規制するのか。
2. 区内のたばこの自動販売機を撤去すべきである。また、タバコの販売を禁止すべきである。
3. 喫煙という個人の嗜好を条例で規制するのは行き過ぎである。
4. 路上禁煙地区で歩行喫煙を禁止するならば、特別区たばこ税は返納すべきである。
5. 路上での喫煙を規制するなら、喫煙所を設けるべきである。

## 喫煙所設置
公費により喫煙所を設置することについては、地方自治体がタバコ消費を促進することとなるためたばこ規制枠組条約第3条に、また、地方自治体がたばこ会社から灰皿等の寄贈を受けることは、たばこ産業による後援にあたるため同条約第13条に、それぞれ違反しているとのNPO法人京都禁煙推進研究会による批判がある。
しかし、千代田区の条例の様に、区の殆どの区域の公道上で路上喫煙が禁止されている場合、喫煙者から喫煙所を設置するよう意見が出たり、公園などで喫煙をする喫煙者に対して、一部の公園利用者や近隣住人から苦情が出てたりしている。なお、千代田区の生活環境条例では、あくまでも公道上での喫煙を禁止しているだけであり、店舗敷地内・コンビニエンスストア入口に設置された灰皿等で喫煙する分には条例違反にはならない。
2016年（平成28年）6月、千代田区は「喫煙者、非喫煙者との共存共生の実現を第一に考えている」とし「公園における分煙化または禁煙化を進めている」としている。また、「空き店舗を活用した屋内喫煙所設置助成による屋内無料喫煙所の設置も推進して喫煙者、非喫煙者双方の共存を進める」としており、無料喫煙所は秋葉原・神田において2016年（平成28年）7月現在18カ所となっている。